# (9409) Kanpuzan
(9409) Kanpuzan – planetoida z pasa głównego asteroid okrążająca Słońce w ciągu 5 lat i 188 dni w średniej odległości 3,12 j.a. Została odkryta 25 stycznia 1995 roku przez Tsutomu Sekiego. Przed nadaniem nazwy planetoida nosiła oznaczenie tymczasowe (9409) 1995 BG1.